# Solanum punctulatum
Solanum punctulatum är en potatisväxtart som beskrevs av Michel Félix Dunal. Solanum punctulatum ingår i släktet skattor som ingår i familjen potatisväxter. Inga underarter finns listade i Catalogue of Life.